# Нідерраден
Нідерраден (нім. Niederraden) — громада в Німеччині, розташована в землі Рейнланд-Пфальц. Входить до складу району Бітбург-Прюм. Складова частина об'єднання громад Зюдайфель.
Площа — 2,00 км2. Населення становить 43 ос. (станом на 31 грудня 2020).

## Галерея

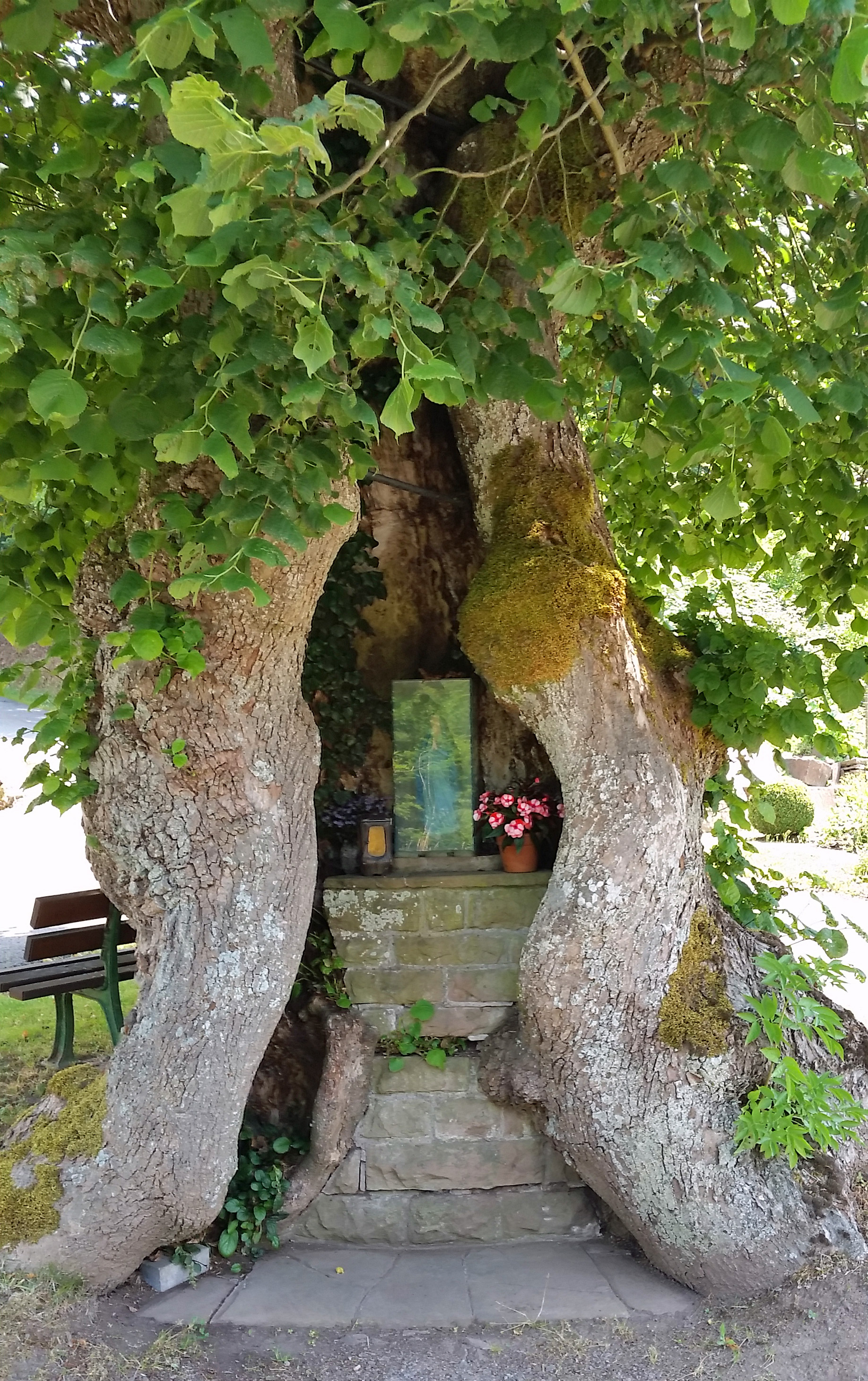